# Büsserach
Büsserach es una comuna suiza del cantón de Soleura, localizada en el distrito de Thierstein. Limita al norte con la comuna de Breitenbach, al este con Fehren y Meltingen, al sur con Erschwil, y al oeste con Grindel y Wahlen bei Laufen (BL).